# Lucien Cuénot

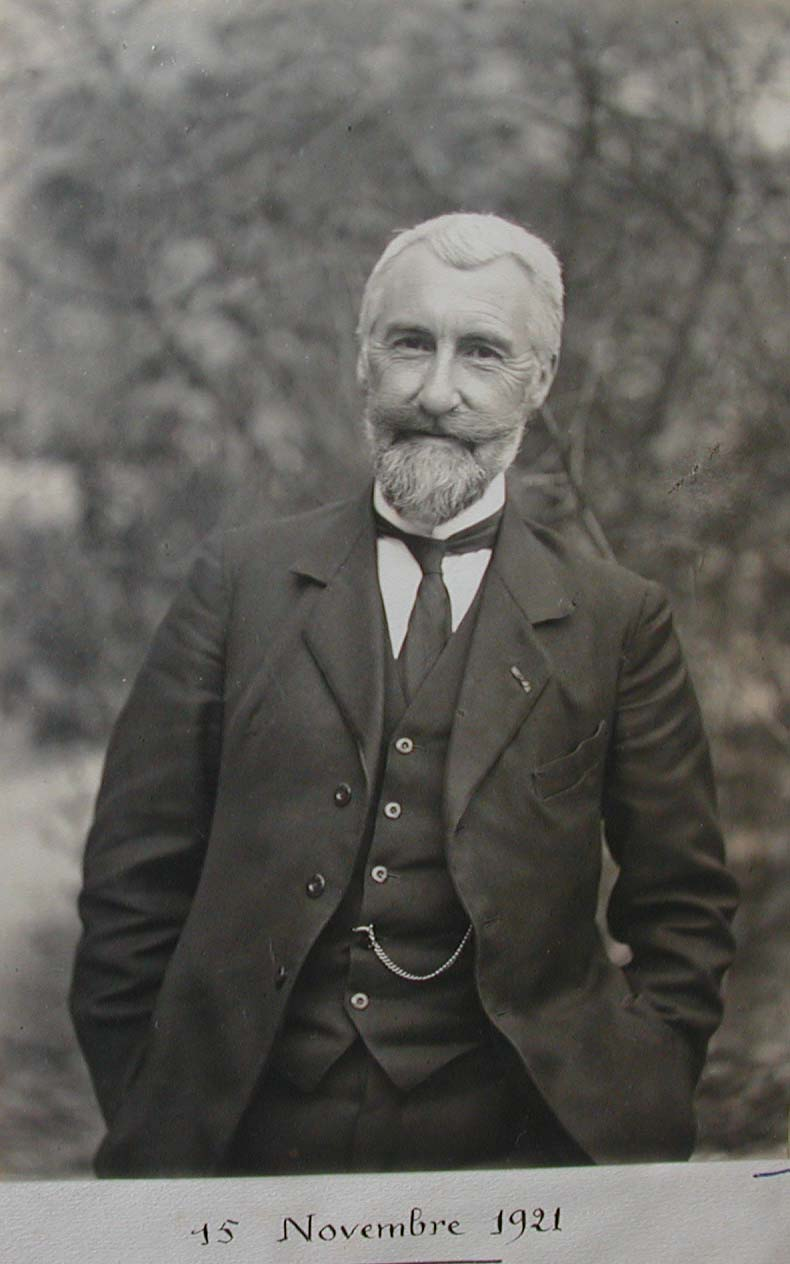
Lucien Cuénot (1921)

Lucien Claude Jules Marie Cuénot (* 21. Oktober 1866 in Paris; † 7. Januar 1951 in Nancy) war ein französischer Biologe, Zoologe und Genetiker.

## Leben und Wirken
Lucien Cuénot legte sein Bakkalaureat (Abitur) am Lycée Chaptal mit glänzenden Ergebnissen ab und schrieb sich 1883 an der Sorbonne in Paris zum Studium ein. Die zoologischen Kurse von Henri de Lacaze-Duthiers begeisterten ihn und er bewunderte Yves Delage (1854–1920) und Alfred Mathieu Giard. Sein erstes Lizenziat erhielt er 1885 und war anschließend einige Zeit an der Biologischen Station Roscoff tätig. Nach seiner Rückkehr arbeitete er an seiner Doktorarbeit über die Stachelhäuter, mit der er 1887 promoviert wurde.
Im Januar 1890 wurde Cuénot Dozent für Zoologie an der Universität Nancy und zog mit seinen Eltern sowie seiner Schwester Jeanne nach Nancy. 1898 wurde er dort Professor des Lehrstuhls für Zoologie. Im August desselben Jahres reiste er mit einer französischen Delegation, der auch der Geologe Conrad Schlumberger und der Zoologe Alphonse Milne-Edwards angehörten, nach London und Cambridge. Am 31. Juli 1900 heiratete Cuénot in Paris Geneviève de Maupassant (1881–?). Aus der gemeinsamen Ehe gehen sechs Kinder hervor: Nelly (1901–1988), Lucienne (1902–1988), Alain (1905–1988), Claude (1911–1992), Marc-Antoine (1914–1962) und René (* 1917).
Durch eine Veröffentlichung von August Weismann angeregt, begann er sich 1894 mit der Weitergabe von Merkmalen von einer Elterngeneration auf deren Nachkommen (Transmissionsgenetik) zu beschäftigen. Nach der Wiederentdeckung der Mendelschen Regeln durch Hugo de Vries und Carl Correns im Jahr 1900 begann er mit Kreuzungsversuchen an Mäusen und konnte 1902 neben William Bateson als erster nachweisen, dass sich die von Gregor Mendel für Pflanzen aufgestellten Regeln auch auf Tiere übertragen lassen. Bei seinen Untersuchungen zur Vererbung der Fellfarbe bei Farbmäusen entdeckte er 1905 mit dem „Agouti-Effekt“ erstmals die Auswirkungen eines letalen Gens. Wenig später beobachtete er die ersten Fälle von Epistase und Pleiotropie. Von 1908 bis 1912 beschäftigte er sich mit der Vererbung von Krebs bei Mäusen. Mit Ausbruch des Ersten Weltkriegs musste Cuénot das nahe an der deutschen Grenze gelegene Nancy verlassen. Nach dem Krieg nahm er seine genetischen Forschungen an Mäusen nicht wieder auf, sondern wandte sich allgemeineren physiologischen und zoologischen Themen zu.
1921 wurde er als assoziiertes Mitglied in die Académie royale des Sciences, des Lettres et des Beaux-Arts de Belgique aufgenommen. 1931 wurde Cuénot zum Mitglied der Académie des sciences und 1936 der Päpstlichen Akademie der Wissenschaften gewählt. 1933 gründete er das zoologische Museum in Nancy (heute Muséum-Aquarium de Nancy).
Am 27. August 1948 wurde er als Commandeur de la Légion d’Honneur ausgezeichnet.

## Schriften (Auswahl)

### Bücher
- La genèse des espèces animales. F. Alcan, Paris 1911
- L’adaptation.  G. Doin, Paris 1925
- La loi en Biologie. In: Cinquième semaine internationale de synthèse. Science et loi. Felix Alcan, Paris, 1934
- L’espèce. G. Doin, Paris 1936
- Introduction à la génétique. Paris 1936 – mit Jean Rostand (1894–1977)
- Invention et finalité en biologie. Flammarion, Paris 1941
- L’évolution biologique : les faits, les incertitudes. Masson, Paris 1951 – mit Andrée  Tétry (1907–1992)

### Zeitschriftenbeiträge
- La loi de Mendel et l’hérédité de la pigmentation chez la souris. In: Archives de Zoologie Expérimentale et Générale . 3 Serie, Band 10, S. XXVII–XXX, 1901
- L’hérédité de la pigmentation chez la souris. In: Archives de Zoologie Expérimentale et Générale . 4 Serie, Band 1, S. XXXIII–XLI, 1902
- Les races pures et leur combinaison chez les souris. In: Archives de Zoologie Expérimentale et Générale . 4 Serie, Band 3, S. CXXIII–CXXXII, 1905

## Nachweise